# Toninho Cecílio
Toninho Cecílio (sinh ngày 27 tháng 5 năm 1967) là một cầu thủ bóng đá người Brasil.

## Sự nghiệp câu lạc bộ
Toninho Cecílio đã từng chơi cho Cerezo Osaka.

## Thống kê câu lạc bộ

### J.League
| Đội          | Năm       | J.League | J.League | J.League Cup | J.League Cup | Tổng cộng | Tổng cộng |
| Đội          | Năm       | Trận     | Bàn      | Trận         | Bàn          | Trận      | Bàn       |
| ------------ | --------- | -------- | -------- | ------------ | ------------ | --------- | --------- |
| Cerezo Osaka | 1995      | 34       | 2        | -            | -            | 34        | 2         |
| Tổng cộng    | Tổng cộng | 34       | 2        | 0            | 0            | 34        | 2         |